# EHC Olten
EHC Olten – szwajcarski klub hokeja na lodzie z siedzibą w Olten.

## Sukcesy
- Złoty medal Nationalliga B: 1988
- Srebrny medal Nationalliga B / Swiss League: 1993, 2013, 2015, 2018, 2022
- Awans do National League A: 1985, 1988, 1993